# Минхаузен (ам Христенберг)
Минхаузен (њем. Münchhausen) општина је у њемачкој савезној држави Хесен. Једно је од 22 општинска средишта округа Марбург-Биденкопф. Према процјени из 2010. у општини је живјело 3.506 становника. Посједује регионалну шифру (AGS) 6534015.

## Географски и демографски подаци
Минхаузен се налази у савезној држави Хесен у округу Марбург-Биденкопф. Општина се налази на надморској висини од 284 метра. Површина општине износи 41,5 km². У самом мјесту је, према процјени из 2010. године, живјело 3.506 становника. Просјечна густина становништва износи 84 становника/km².